# 中華人民共和国チベット自治区労働移転プログラム
中華人民共和国のチベット自治区における労働移転プログラム（または労働移転計画）は、中国政府が中国共産党（CCP）の下で運営する職業訓練プログラムの一環であり、技能の習得、雇用の提供、生活水準の向上、およびチベット人の貧困からの脱却を目的としている。2019年3月、チベット自治区政府は「2019–2020年農牧民訓練及び労働移転行動計画」と呼ばれる政策文書を発表し、「軍隊式の…〔職業〕訓練」を義務づけている。
この計画の多くの側面は強制的であると批判されており、宗教的再教育や「後進的思考」の是正、「思想教育」も、宗教の影響を強く受けたチベット人に対して計画されている。訓練には中国語の習得やCCPへの「感謝」の育成が含まれている。「貧困削減」の計画では、国家は「怠け者を育てるのをやめなければならない」とされている。この評価については、職業訓練プログラムや軍隊でのキャリアは、長く非エリートのチベット人にとって上昇移動の手段であったことを指摘する学者もいるため、疑問視されている。

## 背景
チベットは18世紀に清朝によるチベット支配のもと、清朝の支配下に置かれた。1911年の辛亥革命後、事実上の独立を獲得した。中華人民共和国（PRC）は1950年から1951年にかけてチベットを併合した。1959年にダライ・ラマ14世の亡命で14代ダライ・ラマがインドに逃亡した後、PRCは1965年にチベット自治区を設立した。
中国人移民の流入は数世紀前に遡り、隣接地域は現在の緊張状態以前から紛争を抱えていた。1980年代には、中国共産党チベット自治区委員会が、党員をチベットに派遣する幹部移転政策を開始した。

## 動機
1991年、ダライ・ラマ14世は次のように宣言した：
新たな中国人入植者たちは別の社会を作り出した。それはチベット人に自国の土地で平等な社会的・経済的地位を否定し、最終的に私たちを圧倒し吸収してしまう恐れのある中国のアパルトヘイトである。
中国人入植のもう一つの潜在的動機は、かつて保護されていた中印国境へのアクセスを得ることである。
中国人移住者には大きな個人的経済的利益のインセンティブが与えられている。出版物によると、移住者の前職の給与に対して平均71.8%の昇給が報告されている。さらに月額手当も支給され、その額は移住先の「困難度」によって変動する。幹部移転政策の移住者の子どもは優先的に職が割り当てられている。この政策自体も漢民族移住の流入を生み出したが、このより重点を絞った手法は経済発展を促進する試みとして説明されている。
1980年代に中国がチベットの経済開発政策を実施した後、チベットに入る移住者の大多数は隣接する四川省出身であり、中国共産党の幹部数をはるかに上回った。この新たな流入は主に過密と貧困から四川を離れた男性で構成されている。中国の戸籍制度により、彼らは生活し働く場所で自動的に新たな合法的居住権を得られない。チベットの教育の質が低いと見なされているため、多くは十分な貯蓄をしてから四川に戻り、結婚し子供を持つことを望んでいる。

### 別解釈
一部の出版物は、中国からのすべての移民流入が悪意をもって行われているわけではないと主張している。黄雅生によると、幹部移転政策は中国人移民数が他の時期と比べて最小限であったため同化政策ではなく、新たに併合された地域の経済発展を促進する試みであった。「少数精鋭」の専門家が派遣されたという。

## 移住統計
1999年、ロブサン・サンゲイはチベット青年会議の指導者として、『Harvard Asia Quarterly』でラサの人口の60～70％が現在中国人であると主張し、伝統的なチベットの「パルゴル地区バルコル市場」以外では、チベット人が3,500～4,000軒のうち400～450軒の店しか所有していないと述べた。漢民族は政府関連の雇用の大部分を占め、公式な中国人移住者の95％が国有企業に雇用されている。
ダラムサラにあるチベット事務所は、このデータが移住者の居住許可証の欠如によって歪められていると主張している。また、武力的な占拠は「少なくとも25万人」に及び、ラサ市に集中しているとし、都市部の東部地域ではチベット人が少なくとも2対1で数で劣る一方、農村部には中国人はほとんどいないと主張している。
中国の2020年国勢調査によると、チベット自治区の漢民族人口は12％に増加し、ラサ周辺およびインドとの国境地域に集中しているが、甘粛省や青海省などチベット人の比率が高い隣接地域では減少した。漢民族人口の報告は、地域に漢民族観光客が増える夏季に多く行われる。
一部の移住者は、出身地の省で疎外感を抱いているがチベットに永住するほどの愛着はなく、漂流者のようにより正確に表現されることもある。彼らはより現代的でない、ゆったりとした生活ペースに惹かれているが、それでも生計のために働く必要があり、より裕福なライフスタイル移住者とは区別される。

### 地域社会への影響
移住労働者の流入はチベット人や長年居住する漢民族住民の間に不満を引き起こしている。ほとんどすべての小規模事業、例えば店舗や飲食店は四川省出身者によって開業・運営されている。また、彼らはチベット外の政府やビジネス資源に対するより大きな関係ネットワークを持つ傾向がある。